# Hossere-Tournigal
Hossere-Tournigal est un village de la commune de Belel situé dans la région de l'Adamaoua et le département de la Vina au Cameroun.

## Population
Lors du recensement de 2005, on y a dénombré 2 685 habitants.
En 2015, Hossere-Tournigal comptait 3 455 habitants dont 1 822 hommes et 1 633 femmes. Le village comptait 370 nourrissons (0-35 mois), 62 nourrissons (0-59 mois), 218 enfants (4-5 ans), 808 enfants (6-14 ans), 639 adolescents (12-19 ans), 1 199 jeunes (15-34 ans).